# Henry Lee Giclas
| 1886 Lowell      | 21 giugno 1949    |
| 2061 Anza        | 22 ottobre 1960   |
| 2118 Flagstaff   | 5 agosto 1978     |
| 2201 Oljato      | 12 dicembre 1947  |
| 2313 Aruna       | 15 ottobre 1976   |
| 2347 Vinata      | 7 ottobre 1936    |
| 2415 Ganesa      | 28 ottobre 1978   |
| 3110 Wagman      | 28 settembre 1975 |
| 3177 Chillicothe | 8 gennaio 1934    |
| 3382 Cassidy     | 7 settembre 1948  |
| 3487 Edgeworth   | 28 ottobre 1978   |
| 3695 Fiala       | 21 ottobre 1973   |
| 6277 Siok        | 24 agosto 1949    |

Henry Lee Giclas (Flagstaff, 9 dicembre 1910 – 2 aprile 2007) è stato un astronomo statunitense.

## Biografia
Studiò all'University of Southern California ed all'Università dell'Arizona, dove si laureò nel 1937 in ingegneria e astronomia. Già dal 1931 però lavorava presso l'osservatorio Lowell, dove divenne docente ordinario nel 1942. Dal 1968 fu professore all'Università statale dell'Ohio, dove lavorò fino al 12 aprile 1979 quando annunciò in una lettera il suo ritiro a vita privata.
Gli succedette Robert Burnham, Jr., suo assistente.
Il Minor Planet Center gli accredita la scoperta di diciassette asteroidi, effettuate tra il 1934 e il 1978, di cui uno in collaborazione con Robert D. Schaldach. Ha inoltre scoperto la cometa periodica 84P/Giclas.
Gli è stato dedicato l'asteroide 1741 Giclas.